# Материнська плата

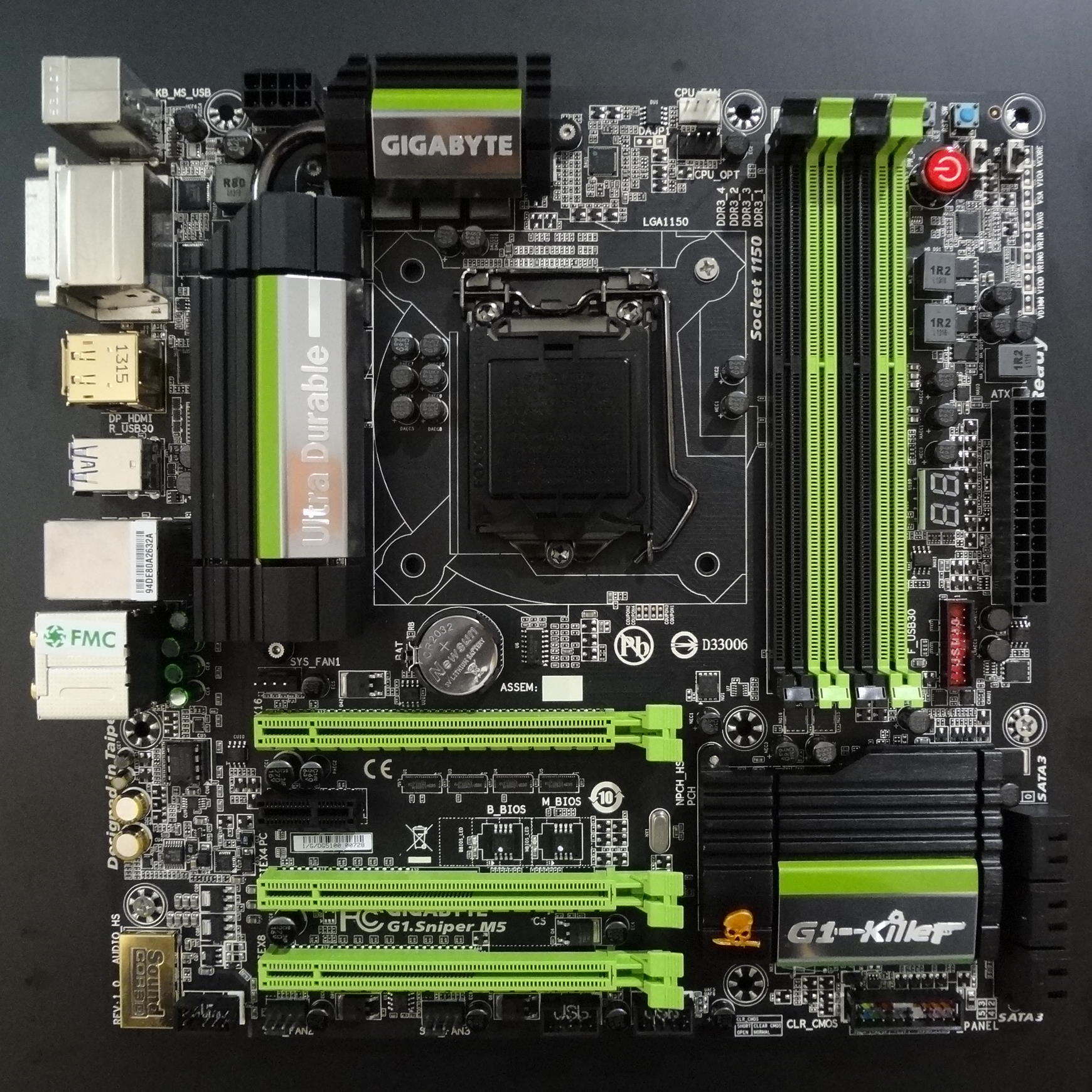
Материнська плата формату Micro-ATX для ПК

Матери́нська пла́та, систе́мна пла́та, ба́зова пла́та (англ. motherboard), відома також як головна плата (англ. mainboard) — плата, на якій містяться основні компоненти комп'ютера, що забезпечують логіку. Плата є основою не лише персонального комп'ютера, а також смартфонів, гральних консолей.

## Будова

Схема влаштування материнської плати

Від материнської плати залежить функціональність комп'ютера, що визначається елементами самої плати і підключеними до неї пристроями. Основу материнської плати складає пластина з провідними доріжками, якими електричний струм передається між складовими плати. Взаємодія деталей забезпечується чипсетом, який складається, як правило, з двох частин — північного моста (Northbridge) і південного моста (Southbridge). Зазвичай північний і південний міст розташовані на окремих мікросхемах. Передусім саме північний і південний мости визначають особливості системної плати і те, які пристрої можуть підключатися до неї. Іншими ключовими елементами є роз'єми для підключення центрального процесора, графічного адаптера, звукової плати, жорстких дисків, оперативної пам'яті. Крім них на платі містяться резистори, конденсатори, що підтримують роботу кожної деталі. Живлення материнської плати і відповідно всіх підключених до неї пристроїв забезпечується блоком живлення, поєднаним з платою кабелями.
Всі основні електронні схеми плати і необхідні додаткові пристрої інтегровано в системну плату, або вони підключаються до неї за допомогою слотів розширення. Слоти дозволяють підключати модулі оперативної пам'яті, відеокарти, додаткові пристрої, як панелі з USB-портами. Також материнська плата містить порти для підключення дискових і твердотільних накопичувачів, колодки підключення портів USB і кнопок, вмонтованих у корпус, живлення кулерів. Деякі сучасні системні плати підтримують бездротові пристрої, що використовують протоколи IrDA, Bluetooth, або 802.11 (Wi-Fi).
На системній платі містяться:
- Сокет або гніздо центрального процесора. З допомогою контактних ніжок чи пружних контактів процесор поєднується з сокетом. Здебільшого передбачається можливість заміни процесорів, проте зрідка центральний процесор припаюється до плати (BGA).
- Мікросхема BIOS, призначена для забезпечення первинної роботи комп'ютера. Вона містить інформацію про підключені пристрої, режими їхньої роботи, та надає користувачеві через графічний інтерфейс на моніторі змогу змінювати конфігурацію обладнання. Батарея, що міститься поруч, забезпечує живлення годинника, котрий слугує для синхронізації пристроїв і забезпечує зручність користування комп'ютером. Наприклад, він визначає системний час і термін, впродовж якого користувач має змогу увійти в керування BIOS.
- Слоти модулів оперативної пам'яті. Модулі форм-фактору DIMM типу SDRAM, такі як DDR, DDR2 і новіші (слоти різні для кожного типу пам'яті). Найчастіше їх 3-4, хоча на компактних платах можна зустріти тільки 1 або 2 таких слоти;
- Роз'єм відеокарти. Спеціалізований рознім типу AGP або «широкий» PCI-Express слугує передусім для установки відеокарти. Також зустрічаються і системні плати без таких слотів — їхні чипсети мають вбудоване графічне ядро, і зовнішня графічна карта для них необов'язкова. В останньому випадку відеокарта використовує частину оперативної пам'яті, а не окрему відеопам'ять;
- Слоти розширення стандартів PCI або PCI-Express (раніше використовувалися слоти ISA). Через них під'єднуються SSD-накопичувачі, контролери USB, WiFi-карти;
- Інтерфейси Serial ATA (раніше IDE) для під'єднання дискових накопичувачів — твердих дисків і оптичних приводів. Також там може знаходитися роз'єм для floppy-дисковода (3,5" дискети). Всі дискові накопичувачі підключаються до системної плати за допомогою спеціальних кабелів, які в розмовній мові називають «шлейфами»;
- Роз'єми живлення (основні два типи — 24-контактний ATX і 4-контактний ATX12V для додаткової лінії +12 V) і дво-, три- або чотирифазний модуль регулювання напруги VRM (Voltage Regulation Module), що складається з силових транзисторів, дроселів і конденсаторів. Цей модуль перетворює, стабілізує і фільтрує напругу, що подається від блоку живлення;
- Задня панель з роз'ємами для підключення додаткових зовнішніх пристроїв — монітора, клавіатури і миші, мережевих-, аудіо- і USB-пристроїв тощо. Часто комплектується заглушкою, що закриває невикористовуваний простір між роз'ємами і корпусом;
- Окрім перелічених слотів і роз'ємів, на будь-якій системній платі є велика кількість допоміжних джамперів (перемичок) і роз'ємів: це можуть бути і контакти для підключення системного динаміка, кнопок і індикаторів на передній панелі корпусу, і роз'єми для підключення вентиляторів, і контактні колодки для підключення додаткових аудіороз'ємів і роз'ємів USB і FireWire[2].

## Комплектація
Сучасні системні плати постачаються як правило в окремих коробках, і комплектуються:
- всіма необхідними кабелями для підключення периферії всередині корпуса комп'ютера і заглушкою;
- документацією (необхідна для конфігурування);
- оптичними дисками з драйверами для інтегрованих на платі компонентів і додатковим програмним забезпеченням.

Варіант постачання для виробників комп'ютерів (OEM) для заощадження витрат містить десятки плат в одній коробці, але з повною комплектацією.

## Класифікація системних плат за форм-фактором
Форм-фактор системної плати — стандарт, що визначає розміри системної плати для персонального комп'ютера, місця її кріплення до корпусу; розташування на ній інтерфейсів шин, портів вводу/виводу, сокета центрального процесора і слотів для оперативної пам'яті, а також тип роз'єму для підключення блоку живлення.
Форм-фактор (як і будь-які інші стандарти) має рекомендаційний характер, проте переважна більшість виробників намагаються їх дотримуватися, оскільки ціною відповідності існуючим стандартам є сумісність системної плати і стандартизованого устаткування (периферії, карт розширення) інших виробників. Застарілими вважаються: Baby-AT; Mini-ATX; повнорозмірна плата AT; LPX. Сучасними вважаються: АТХ; microATX; Flex-АТХ; NLX; WTX. Впроваджуваними вважаються: Mini-ITX і Nano-ITX; Pico-ITX; BTX, MicroBTX і PicoBTX.
Існують системні плати невідповідні жодним з існуючих форм-факторів (див. таблицю). Зазвичай це обумовлено або тим, що вироблюваний комп'ютер вузько спеціалізований, або бажанням виробника системної плати самостійно виробляти і периферійні пристрої до неї, або неможливістю використання стандартних компонентів (так званий «бренд», наприклад Apple Computer, Commodore, Silicon Graphics, Hewlett Packard, Compaq частіше за інших ігнорували стандарти; крім того в нинішньому вигляді розподілений ринок виробництва сформувався тільки до 1987 р., коли багато виробників вже створили власні платформи).
| Форм-фактор  | Фізичні розміри                             | Специфікація, рік      | Примітки                                                         |
| ------------ | ------------------------------------------- | ---------------------- | ---------------------------------------------------------------- |
| XT           | 8,5 × 11" (216 × 279 мм)                    | IBM, 1983              | архітектура IBM PC XT                                            |
| AT           | 12 × 11"–13" (305 × 279–330 мм)             | IBM, 1984              | архітектура IBM PC AT (Desktop/Tower)                            |
| Baby-AT      | 8,5" × 10"–13" (216 × 254-330 мм)           | IBM, 1990              | архітектура IBM PC XT (форм-фактор вважається недійсним з 1996.) |
| ATX          | 12" × 9,6" (305 × 244 мм)                   | Intel, 1995            | для системних блоків типів MiniTower, FullTower                  |
| ATX Riser    |                                             | Intel, 1999            | для системних блоків типа Slim                                   |
| eATX         | 12" × 13" (305 × 330 мм)                    |                        |                                                                  |
| Mini-ATX     | 11,2" × 8,2" (284 × 208 мм)                 |                        | для системних блоків типа Tower и компактних Desktop             |
| microATX     | 9,6" × 9,6" (244 × 244 мм)                  | Intel, 1997            | блока живлення (PSU)                                             |
| LPX          | 9" × 11"–13" (229 × 279–330 мм)             | Western Digital, 1987  | для системних блоків типа Slim                                   |
| Mini-LPX     | 8"–9" × 10"–11" (203–229 мм × 254–279 мм)   | Western Digital, 1987  | для системних блоків типа Slim                                   |
| NLX          | 8"–9" × 10"-13,6" (203–229 мм × 254–345 мм) | Intel, 1997            | передбачений AGP, краще охолодження порівняно з LPX              |
| FlexATX      | 9,6" × 7,5"-9.6" (244 × ?-244 мм)           | Intel, 1999            | розроблений як заміна для форм-фактора MicroATX                  |
| Mini-ITX     | 6,7" × 6,7" (170 × 170 мм)                  | VIA Technologies, 2003 | допускаються лише 100 Вт блоки живлення                          |
| Nano-ITX     | (120 × 120 мм)                              | VIA Technologies, 2004 |                                                                  |
| BTX          | 12,8" × 10,5" (325 × 267 мм)                | Intel, 2004            | допускається до 7 слотів и 10 отворів для монтажу плати          |
| MicroBTX     | 10,4" × 10,5" (264 × 267 мм)                | Intel, 2004            | допускається до 4 слотів и 7 отворів для монтажу плати           |
| PicoBTX      | 8,0" × 10,5" (203 × 267 мм)                 | Intel, 2004            | допускається 1 слот и 4 отвір для монтажу плати                  |
| WTX          | 14" × 16,75" (355,6 × 425,4 мм)             | 1999                   | для продуктивних робочих станцій та серверів середнього рівня    |
| ETX и PC-104 |                                             |                        | використовуються для вбудованих (embedded) систем                |

## Розвиток архітектури системних плат
Функціонально системну плату можна описати різним чином. Іноді така плата містить всю схему комп'ютера (одноплатні). В протилежність одноплатним, в шиноорієнтованих комп'ютерах системна плата реалізує схему мінімальної конфігурації, решта функцій реалізується за допомогою численних додаткових пристроїв. Всі компоненти з'єднуються шиною. У системній платі немає відеоадаптера, деяких видів пам'яті і засобів зв'язку з додатковими пристроями. Ці пристрої (плати розширення) додаються до системної плати шляхом приєднання до шини розширення, яка є частиною системної плати.
Перша системна плата була розроблена фірмою IBM, і показана в серпні 1981 року (PC-1). У 1983 році з'явився комп'ютер зі збільшеною системною платою (PC-2). Максимум, що могла підтримувати PC-1 без використання плат розширення — 64К пам'яті. PC-2 мала вже 256К, але найважливіша відмінність полягала в програмуванні двох плат. Системна плата PC-1 не могла без коректування підтримувати найбільш могутні пристрої розширення, такі, як твердий диск і покращені відеоадаптери.

### Шини
Комп'ютерна шина — це канал пересилки даних, що спільно використовується різними блоками системи. Інформація передається по шині у вигляді груп бітів. До складу шини для кожного біта слова може бути передбачена окрема лінія (паралельна шина), або всі біти слова можуть послідовно в часі використовувати одну лінію (послідовна шина).
Першою системною шиною, розробленою для комп'ютерів PC/XT, в основі яких лежали мікропроцесори, була шина PC/XT-bus. Вона була 8-и розрядною, а її контролер забезпечував роботу на частоті мікропроцесора (4,77 МГц). З появою машин типу PC/AT, що використовували 16-ти розрядні мікропроцесори 80286, а пізніше і 80386 (версія SX), була створена шина PC/AT-bus. Через зростання тактової частоти мікропроцесорів до 12-16 МГц контролер виконував її ділення навпіл для забезпечення прийнятної тактової частоти роботи шини.

#### ISA
На базі цих двох шин був розроблений міжнародний стандарт ISA (англ. Industry Standard Architecture), що тривалий час широко використовувався в комп'ютерах. Типова тактова частота — 8 МГц. Ділення частоти залишається функцією контролерів системних шин, але оскільки відбулося подальше збільшення тактової частоти мікропроцесорів до 25, 33 і 50 МГц, коефіцієнт ділення був збільшений. Окрім збільшення розрядності збільшилася кількість переривань (IRQ) і каналів прямого доступу до пам'яті (DMA) (у ISA 16 і 8 відповідно), а також функціональних і діагностичних можливостей. У той час зберігалася спадкоємність системних шин, зокрема на рівні контактів рознімів. Завдяки цьому в нових системах можна використовувати розроблені раніше контролери і карти. Теоретична пропускна спроможність шини — 16 Мбайт/с, практично вона нижча, оскільки обмін даними по шині проводиться за три такти роботи процесора. 16-розрядний слот розширення ISA має 62+36 контактів, а 8-розрядний — 64-контакти.

#### EISA
З появою 32-розрядних мікропроцесорів 80386 (версія DX) фірмами Compaq, NEC і низкою інших була створена 32-розрядна шина EISA (англ. Extended ISA), повністю сумісна з ISA. Спадкоємність EISA з ISA забезпечується використанням «двоповерхового» розніму. Перший «поверх» — стандартна шина ISA, що дозволяє використовувати ISA контролери і карти, розроблені як для ISA-16, так навіть і для ISA-8. Шина EISA дозволяє автоматично проводити конфігурацію і арбітраж запитів на обслуговування (bus mastering), що вигідно її відрізняє від шини ISA.
Але через дорожнечу реалізації такі системні плати не набули популярності.

#### VLB (VESA local bus)
Локальною шиною (англ. local bus) зазвичай називається шина, що електрично виходить безпосередньо на контакти мікропроцесора, тобто це шина процесора. Вона зазвичай об'єднує процесор, пам'ять, схеми буферизації для системної шини і її контролер, а також деякі інші допоміжні схеми. Роботи зі створення локальної шини велися різними фірмами паралельно, але врешті-решт була створена асоціація стандартів відеоустаткування — англ. Video Equipment Standard Association (VESA). Перша специфікація на стандарт локальної шини з'явилася в 1992 році. Багато було запозичено з архітектури локальної шини 80486. Були розроблені тільки новий протокол обробки сигналів і топологія рознімів.
Перевагою VLB є висока швидкість обміну інформації (шина могла працювати в системі з процесором 80486DX-50). Але виникає залежність від частоти роботи процесора (конструювання плат з широким частотним діапазоном). Електричне навантаження не дозволяє підключати більше трьох плат (на практиці часто два). Крім того, VLB не розрахована на використання з процесорами, що прийшли на заміну 486-у або що паралельно існували з ними: Alpha, PowerPC тощо. Тому в середині 1993 року з асоціації VESA вийшли ряд виробників на чолі з Intel. Ці фірми створили спеціальну групу для розробки нового альтернативного стандарту, названого Peripheral Component Interconnect (PCI).

#### PCI
Розробка шини і виробництво відповідних компонентів зайняли більше часу, ніж для VLB, і перші системи з шиною PCI з'явилися тільки рік потому. Строго кажучи шина PCI не є локальною, а належить до класу mezzanine bus, оскільки має між собою і локальною шиною процесора спеціальний вузол — узгоджуючий міст. При цьому стандарт PCI передбачає використання контролера, який піклується про розділення керуючих сигналів шини і процесора, і здійснює арбітраж по шині PCI, а також акселератор. Це робить шину незалежною від процесору.
Стандарт PCI передбачає кілька способів підвищення пропускної спроможності. Один з них — блокова передача послідовних даних (наприклад графіка, дискові файли), що не вимагає часу на установку адреси кожного елементу. Більш того, акселератор може накопичувати інформацію в буферах, що забезпечує одночасний з читанням даних з пам'яті блоковий обмін з периферійним пристроєм. Другий спосіб прискорення передачі — мультиплексування — передбачає передачу послідовних даних по адресних лініях, що подвоює пропускну спроможність шини. Шина PCI використовує установку переривань за рівнем, що робить її надійнішою і привабливішою (на відміну від VLB). Ще одна відмінність — PCI працює на 33 МГц, незалежно від частоти процесора. Теоретично пропускна спроможність шини 132 Мбайт/с. Реальна ж пропускна спроможність дещо більша половини від теоретичної. Стандарт PCI передбачає і 64-розрядну версію. Для 32-розрядної шини PCI використовується 124-контактний рознім, причому в ньому передбачені ключі і контакти, призначені для оцінки необхідного для роботи плати розширення напруги живлення (5В або 3,3В).

## Виробники системних плат
Основними виробниками системних плат для архітектури x86 є такі фірми, як ASUS, Micro-Star International, Gigabyte Technology, Elitegroup Computer Systems, Intel.[джерело?] В класі серверних системних плат найбільшими виробниками є Intel та Supermicro.
В районі 2000 року помітних виробників системних плат було більше, біля двох десятків. Але жорсткіші умови конкуренції змушують виробників другого ешелону або йти з ринку, або намагатися знайти для себе нішеву спеціалізацію.

## Визначення моделі
Визначити модель встановленої материнської плати можна за допомогою DMI. У Linux можна використовувати утиліту dmidecode, в Windows — SIW або AIDA64.